# Transbordador espacial Challenger
El transbordador espacial Challenger (designación NASA: OV-099) fue el segundo orbitador del programa del transbordador espacial en entrar en servicio. Fue construido por la empresa Rockwell International. Su primer vuelo se realizó el 4 de abril de 1983, y completó 9 misiones antes de desintegrarse en su décima misión, el 28 de enero de 1986, causando la muerte a sus 7 tripulantes a los 73 segundos de su lanzamiento. El Challenger fue reemplazado por el transbordador espacial Endeavour, que voló por primera vez en 1992, seis años después del accidente.

## Historia

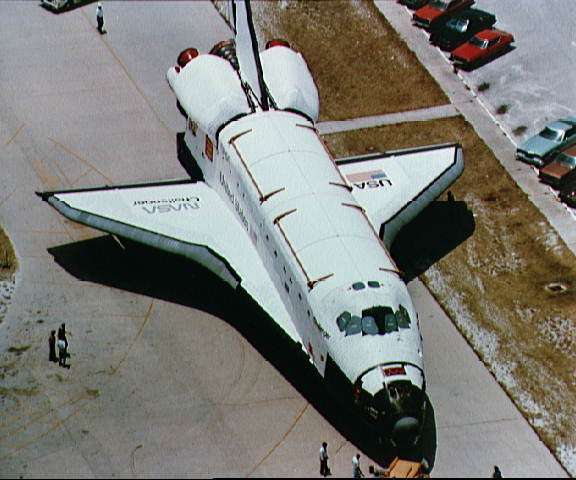
El Challenger haciendo rodaje durante su misión STS-8

El nombre Challenger proviene del HMS Challenger, una corbeta británica que llevó a cabo una expedición de investigación marina global en el año 1870.

### Construcción
El Challenger fue construido a partir de la estructura STA-099, utilizada en principio en pruebas estructurales. El STA-099 no estaba diseñado para vuelos, pero la NASA consideró que el reciclaje sería menos caro que reequipar el transbordador de pruebas Enterprise (OV-101) para vuelo espacial, como estaba planeado originalmente.
El Challenger, al igual que los orbitadores construidos después de este, tenía menos losetas en su sistema de protección térmica que el Columbia. La mayoría de las losetas en las puertas de carga, la superficie superior de las alas y la parte trasera del fuselaje fueron reemplazadas por un aislamiento de nomex blanco de DuPont. Esta modificación permitía al transbordador llevar 1100 kg más de carga útil que el Columbia. El Challenger también fue el primer orbitador en llevar un sistema de pantallas HUD similares a los que se utilizan en aviones militares y civiles modernos. Este sistema eliminaba la necesidad de mirar al panel de instrumentos durante el descenso y permitía a la tripulación concentrarse más en el vuelo.

## Vuelos
Tras su vuelo inicial, el Challenger se convirtió en la bestia de carga de la flota de transbordadores de la NASA, volando en más misiones por año que el Columbia. En los años 1983 y 1984, el Challenger voló en el 85 % de las misiones del programa STS. Incluso cuando los orbitadores Discovery y Atlantis se unieron a la flota, el Challenger siguió siendo utilizado para trabajo pesado hasta tres veces por año desde 1983 hasta 1985.
El Challenger, junto con el Discovery, fue modificado en el centro espacial John F. Kennedy para poder llevar la etapa superior del cohete Centauro en su bahía de carga. Si la misión STS-51-L hubiese sido exitosa, la siguiente misión del transbordador hubiera sido el despliegue de la sonda Ulysses con el Centaur, para el estudio de las regiones polares del Sol.
El transbordador Challenger marcó varios hitos en el vuelo espacial, como la primera mujer estadounidense, el primer afroamericano y el primer paseo autónomo en el espacio, tres misiones Spacelab y el primer despegue y aterrizaje nocturnos de un transbordador espacial. Sin embargo, también fue el Challenger el primer transbordador en ser destruido en un accidente durante una misión.

### Tabla de misiones
| Fecha                 | Nombre   | Notas |
| --------------------- | -------- | --- |
| 4 de abril de 1983    | STS-6    | Puesta en órbita del satélite TDRS-1. Primer paseo espacial durante una misión del transbordador espacial. Primer vuelo del Challenger. |
| 18 de junio de 1983   | STS-7    | Sally Ride se convierte en la primera estadounidense en el espacio. Puesta en órbita de dos satélites de comunicaciones. |
| 30 de agosto de 1983  | STS-8    | Guion Bluford Jr. se convierte en el primer afroamericano en el espacio. Puesta en órbita del Insat-1B. Primer despegue y aterrizaje nocturnos de un transbordador.                                                                                      |
| 3 de febrero de 1984  | STS-41-B | Primer paseo espacial autónomo. Despliegue de dos satélites de comunicaciones sin éxito. Primer aterrizaje en el Centro espacial John F. Kennedy. |
| 6 de abril de 1984    | STS-41-C | Misión de servicio para la Solar Maximum Mission. |
| 5 de octubre de 1984  | STS-41-G | Primera misión espacial con dos mujeres a bordo. Marc Garneau se convierte en el primer canadiense en el espacio. Kathryn D. Sullivan se convierte en la primera mujer estadounidense en realizar un paseo espacial. Puesta en órbita del satélite ERBS. |
| 29 de abril de 1985   | STS-51-B | Transporte del Spacelab-3. |
| 29 de julio de 1985   | STS-51-F | Transporte del Spacelab-2. |
| 30 de octubre de 1985 | STS-61-A | Transporte del Spacelab D-1 alemán. Última misión exitosa del Challenger. |

### Homenaje e insignias de misión
| Tributo de la NASA por el transbordador espacial Challenger | Tributo de la NASA por el transbordador espacial Challenger | Tributo de la NASA por el transbordador espacial Challenger | Tributo de la NASA por el transbordador espacial Challenger | Tributo de la NASA por el transbordador espacial Challenger | Tributo de la NASA por el transbordador espacial Challenger | Tributo de la NASA por el transbordador espacial Challenger | Tributo de la NASA por el transbordador espacial Challenger |
| Insignia de misión para vuelos de misión Challenger         | Insignia de misión para vuelos de misión Challenger         | Insignia de misión para vuelos de misión Challenger         | Insignia de misión para vuelos de misión Challenger         | Insignia de misión para vuelos de misión Challenger         | Insignia de misión para vuelos de misión Challenger         | Insignia de misión para vuelos de misión Challenger         | Insignia de misión para vuelos de misión Challenger         |
| ----------------------------------------------------------- | ----------------------------------------------------------- | ----------------------------------------------------------- | ----------------------------------------------------------- | ----------------------------------------------------------- | ----------------------------------------------------------- | ----------------------------------------------------------- | ----------------------------------------------------------- |
|                                                             |                                                             |                                                             |                                                             |                                                             |                                                             |                                                             |                                                             |
| STS-6                                                       | STS-7                                                       | STS-8                                                       | STS-41-B                                                    | STS-41-C                                                    | STS-41-G                                                    | STS-51-B                                                    | STS-51-F                                                    |
|                                                             |                                                             |                                                             |                                                             |                                                             |                                                             |                                                             |                                                             |
| STS-61-A                                                    | STS-51-L                                                    | STS-61-F cancelada                                          |                                                             |                                                             |                                                             |                                                             |                                                             |

* Misión cancelada después de la pérdida del Challenger en la STS-51-L.

## Accidente del Challenger

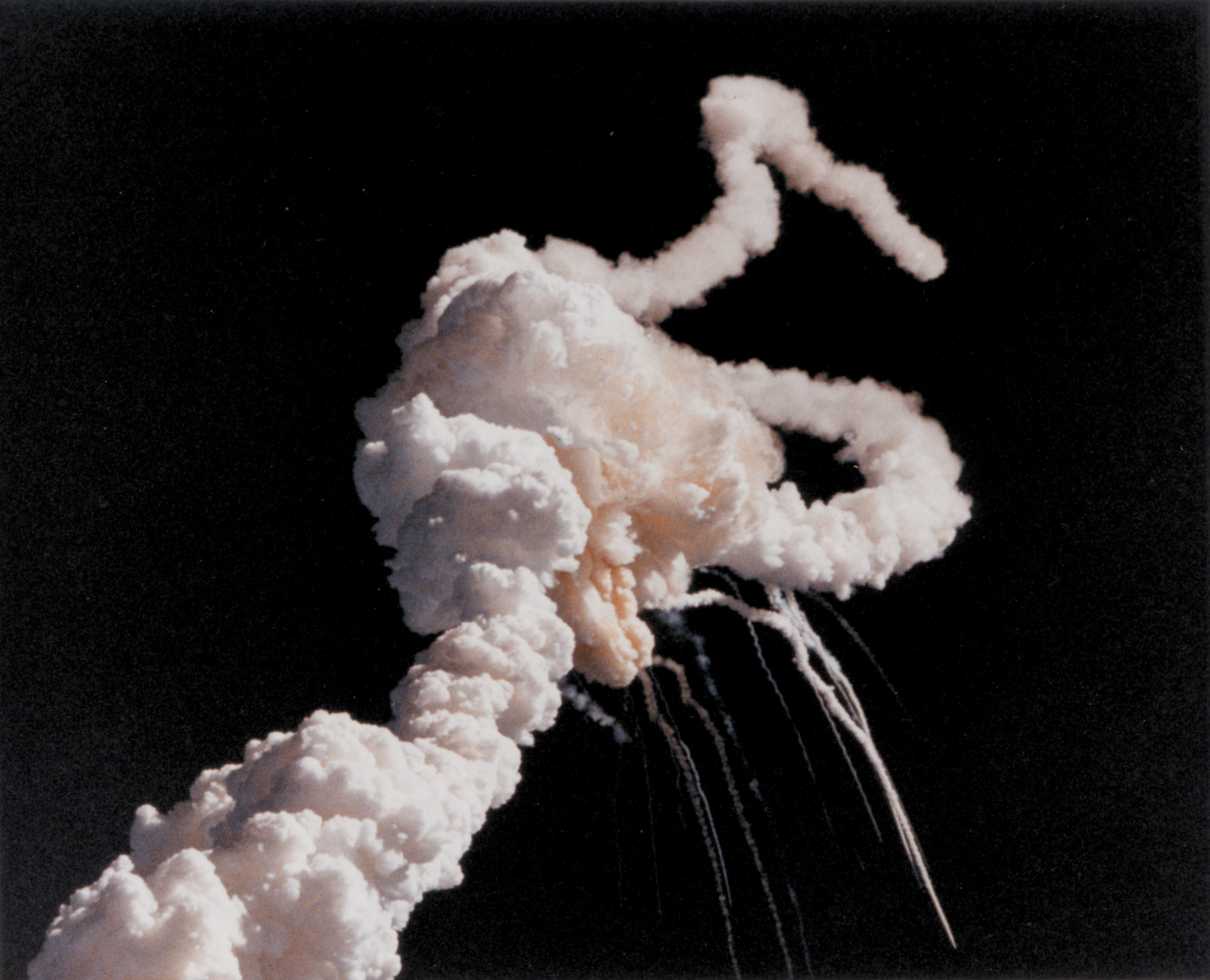
Desintegración del Challenger

El Challenger se desintegró a los 73 segundos del lanzamiento de la misión STS-51-L, la décima misión del orbitador, el 28 de enero de 1986, cuando una junta tórica de su cohete impulsor (SRB) derecho falló en su función de estanqueidad.

### Secuencia del accidente
Los anillos de sellado fallaron debido principalmente a la sobrecompresión repetida durante el montaje y que las bajas temperaturas agravaron aún más. Esta anomalía fue advertida por los ingenieros de Morton Thiokol, los fabricantes de las partes del impulsor, se advirtió a la NASA, pero por presión de la misma NASA, los ingenieros de Morton Thiokol cedieron y autorizaron el despegue.
El combustible para cohetes estaba enriquecido con viruta de aluminio que le proporcionaba un mayor poder de empuje. Probablemente la escoria de aluminio selló momentáneamente la fisura de la junta retrasando la catástrofe. En el momento del despegue, el impulsor derecho dejó escapar un humo negro nueve veces en un periodo de 2,6 segundos y se detuvo cuando la nave se impulsó. Al momento de la ignición, el transbordador cabeceó un metro de lado a lado antes de impulsarse; con cada cabeceo escapaba el humo negro.
A los 58 segundos, el transbordador pasó a momento Q, también conocido como máxima presión dinámica (inestabilidad), cuando cruzó por una fuerte corriente de viento. Esto abrió nuevamente la junta. Así mismo, hizo que una columna de fuego se escapase del SRB y quemase el tanque de combustible externo (ET). El hidrógeno líquido del tanque externo derramado comenzó a arder, cortando las abrazaderas que mantenían al SRB. El SRB se balanceó y golpeó el ala derecha del Challenger. Esto causó que el montaje completo girase bruscamente y el transbordador quedó expuesto a fuerzas aerodinámicas incontroladas.
El transbordador entonces se vio envuelto en una gigantesca bola de fuego a los 73 segundos del despegue, desintegrándose casi en su totalidad, emergiendo la cabina intacta de la conflagración.
Los siete tripulantes fallecieron al impactar la cabina de la nave contra el océano tras una larga caída de casi tres minutos. Las circunstancias finales de su muerte se desconocen. La comisión investigadora del accidente determinó como «poco probable» el hecho de que alguno de ellos estuviese consciente al momento del impacto. Aunque, posteriormente, salieron a la luz pública evidencias de que al menos cuatro de los miembros de la tripulación pudieron activar sus sistemas auxiliares de suministro de oxígeno, y que intentaron socorrerse mutuamente.
La cabina fue la única sección de la nave que logró sobrevivir a la terrible destrucción de la explosión, pero no pudo soportar el impacto final contra el océano, desintegrándose junto con sus ocupantes. El módulo de la cabina cayó desde una altura de 15 240 metros, produciéndose así el fatal desenlace.

### Investigación posterior
La NASA había estimado las probabilidades de un accidente catastrófico durante el lanzamiento (el momento más peligroso del vuelo espacial) en una proporción de 1 a 438.
Este accidente, el más impactante del Programa del Transbordador Espacial, perjudicó seriamente la reputación de la NASA como agencia espacial y la propuesta de la participación de civiles, promulgada por Ronald Reagan y concretada con la maestra de primaria Christa McAuliffe, echó por tierra todas las estructuras administrativas y de seguridad. La NASA suspendió temporalmente sus vuelos espaciales hasta 1988.
Una investigación posterior concluyó una serie de errores cometidos:
- Corrientes de viento eliminaron la escoria del combustible (aluminio) que sellaba el agujero del tanque derecho y provocaba la pérdida de combustible.
- La aplicación de baja calidad de los sellos SBR (estireno-butadieno).
- Las temperaturas inusualmente bajas.
- La sobrecompresión repetida de las juntas tóricas durante el montaje.
- La falta de inspección de Control de Calidad por parte de Morton Thiokol.
- La falta de sistemas de verificación por parte de la NASA.
- Subestimación de los ingenieros de Tyco acerca de la posibilidad de accidente.
- Falta de férrea voluntad de la Junta Revisora de Tyco por detener el despegue.
- Falta de un sistema de emergencia de aborto de despegue cuando ocurren descompresiones o anomalías.
- Falta de un plan de emergencia cuando el transbordador corre peligro en el momento del despegue.

Todos estos factores se encadenaron uno a uno y fueron los causantes del desastre.
Hipótesis:
- Por sabotaje, aunque fue descartada por la NASA.[5]
- Condiciones meteorológicas no adecuadas para el lanzamiento.
- Por alta velocidad.
- Por faltas de piezas.

Los astronautas no disponían de paracaídas o equipo de eyección; tampoco tenían un entrenamiento específico para un caso como ese, circunstancias que originaron fuertes críticas a la NASA.